# Mona Lisa
Mona Lisa (/ ˌmoʊnə ˈliːsə /; italiensk: Monna Lisa [ˈmɔnna ˈliːza] eller La Gioconda [la dʒoˈkonda], fransk: La Joconde [la ʒɔkɔ̃d]) er et halvlangt portrætmaleri af den italienske kunstner Leonardo da Vinci. Det betragtes som et arketypisk mesterværk fra den italienske renæssance, og er blevet beskrevet som "det bedst kendte, det mest besøgte, det mest skrevne om, det mest sungede om, det mest parodierede kunstværk i verden."
Maleriets nye kvaliteter inkluderer motivets udtryk, der ofte beskrives som gådefuld, monumentaliteten i kompositionen, den subtile modellering af former og den atmosfæriske illusionisme.
Maleriet menes af mange at være et portræt af den italienske adelskvinde Lisa Gherardini, hustru til Francesco del Giocondo, og er i olie på et hvidt Lombardisk poppelpanel. Det blev antaget være blevet malet mellem 1503 og 1506; Leonardo kan dog have fortsat arbejdet med det så sent som i 1517. Det nylige akademiske arbejde antyder, at det ikke ville være blevet startet inden 1513. Det blev erhvervet af kong Frans 1. af Frankrig og er nu den franske republiks ejendom, der er permanent udstillet på Musée du Louvre i Paris siden 1797.
Mona Lisa er en af de mest værdifulde malerier i verden. Det har Guinness Rekordbog for den højest kendte forsikringsværdiansættelse i historien til $ 100 millioner USD i 1962 (svarende 6,564 milliarder DKK i 2024).

## Titel og emne
Titlen på maleriet, der er kendt på dansk som Mona Lisa, stammer fra en beskrivelse af renæssance kunsthistoriker Giorgio Vasari, som skrev "Leonardo påtager sig at male for Francesco del Giocondo, portræt af Mona Lisa, hans kone." Mona på italiensk er en høflig form for tiltale med oprindelse som ma donna - svarende til Ma'am, Madam eller "my lady" på engelsk. Dette blev madonna, og dets sammentrækning mona. Selvom traditionelt stavet Mona (som brugt af Vasari), er titlen på maleriet også almindeligvis stavet på moderne italiensk som Monna Lisa (mona er en vulgaritet i nogle italienske dialekter).
Vasaris beretning om Mona Lisa stammer fra hans biografi om Leonardo, der blev offentliggjort i 1550, 31 år efter kunstnerens død. Det har længe været den mest kendte kilde til information om oprindelsen af Proveniens (museumsgenstande) arbejde og identitet. Leonardos assistent Salaì ejede ved sin død i 1524 et portræt, der i hans personlige papirer blev navngivet la Gioconda, et maleri, der blev testamenterede til ham af Leonardo.
At Leonardo malede et sådant værk, og dets dato, blev bekræftet i 2005, da en forsker ved Heidelberg Universitet opdagede en note i marginen i en 1477-trykning af et bind af den antikke romerske filosof Cicero. Dateret i oktober 1503 blev notatet skrevet af Leonardos samtidige Agostino Vespucci. Denne note sammenligner Leonardo med den kendte græske maler Apelles, der er nævnt i teksten, og siger, at Leonardo på det tidspunkt arbejdede på et maleri af Lisa del Giocondo.
Som svar på meddelelsen om opdagelsen af dette dokument sagde Vincent Delieuvin, Louvre-repræsentanten, "Leonardo da Vinci malede i 1503 portrættet af en florentinsk dame ved navn Lisa del Giocondo. Om dette er vi nu sikre Desværre kan vi ikke være helt sikre på, at dette portræt af Lisa del Giocondo er maleriet på Louvre
Modellen Lisa del Giocondo, var medlem af Gherardini-familien i Firenze og Toscana og hustru til den velhavende florentinske silkehandler Francesco del Giocondo. Det antages, at maleriet er blevet bestilt til deres nye hjem og for at fejre fødslen af deres anden søn, Andrea. Det italienske navn på maleriet, La Gioconda, betyder 'glad' eller 'jovial' en ordspil på den feminine form af Lisas gifte navn, Giocondo. På fransk har titlen La Joconde den samme betydning.
Før denne opdagelse havde forskere udviklet flere alternative synspunkter på maleriets emne. Nogle argumenterede for, at Lisa del Giocondo var genstand for et andet portræt, idet de identificerede mindst fire andre malerier som den Mona Lisa, der blev omtalt af Vasari. Flere andre kvinder er blevet foreslået som genstand for maleriet. Isabella af Aragon, Cecilia Gallerani, Costanza d'Avalos, hertuginde af Francavilla, Isabella d'Este, Pacifica Brandano eller Brandino, Isabela Gualanda, Catharina Sforza, Bianca Giovanna Sforza — endda Salaì og Leonardo selv — Hør alle på listen over postulerede modeller, der er skildret i maleriet. Konsensus af kunsthistorikere i det 21. århundrede fastholder den langvarige traditionelle opfattelse af, at maleriet skildrer Lisa del Giocondo.

## Historie
Leonardo da Vinci var begyndt at arbejde på et portræt af Lisa del Giocondo, modellen af Mona Lisa, i oktober 1503. Det antages af nogle, at Mona Lisa blev begyndt i 1503 eller 1504 i Firenze. Skønt Musée du Louvre siger, at det "uden tvivl blev malet mellem 1503 og 1506", siger kunsthistorikeren Martin Kemp, at der er nogle vanskeligheder med at bekræfte datoer med sikkerhed. Derudover er mange Leonardo-eksperter, såsom Carlo Pedretti og Alessandro Vezzosi, af den opfattelse, at maleriet er karakteristisk for Leonardos stil i de sidste år af hans liv, efter 1513. Andre akademikere hævder, at i betragtning af den historiske dokumentation, ville Leonardo have malet værket fra 1513. Ifølge Vasari, "efter at han havde dvælede over det fire år, efterlod [han] det uafsluttet". I 1516 blev Leonardo opfordret af kong Frans 1. af Frankrig til at arbejde på Clos Lucé nær Château d'Amboise (Slottet i Amboise); det antages, at han tog Mona Lisa med sig og fortsatte med at arbejde på den, efter at han flyttede til Frankrig. Kunsthistoriker Carmen C. Bambach har konkluderet, at Leonardo sandsynligvis fortsatte med at raffinere værket indtil 1516 eller 1517. Leonardos højre hånd var lammet omkring 1517, hvilket kan være årsagen til han lod Mona Lisa være uafsluttet.
I cirka 1505, udførte Raphael en pen-og-blækskitse, hvor søjlerne, der flankerer emnet, er mere tydelige. Eksperter er enige om, at det er baseret på Leonardos portræt. Andre senere kopier af Mona Lisa, såsom dem i det norske "Nasjonalmuseet for kunst, arkitektur og design" og det amerikanske The Walters Art Museum, viser også store flankerende søjler. Og derfor troede man, at Mona Lisa var blevet beskåret. I 1993 observerede Frank Zöllner imidlertid, at maleriets overflade aldrig var blevet beskåret; dette blev bekræftet gennem en række prøver i 2004. I betragtning af dette udtaler Vincent Delieuvin, kurator for det italienske maleri fra 1500-tallet ved Louvre, at skitsen og disse andre kopier skal være inspireret af en anden version, mens Zöllner siger, at skitsen kan være efter et andet Leonardo-portræt af det samme emne.